# Mahnomen
La ville de Mahnomen (en anglais [məˈnoʊmən]) est le siège du comté de Mahnomen, dans l’État du Minnesota, aux États-Unis. Sa population s’élevait à 1 214 habitants lors du recensement de 2010, estimée à 1 229 habitants en 2016. Elle est située dans la réserve indienne de White Earth.

## Démographie
| Groupe            | Mahnomen | Minnesota | États-Unis |
| ----------------- | -------- | --------- | ---------- |
| Blancs            | 59,3     | 85,3      | 72,4       |
| Amérindiens       | 31,2     | 1,1       | 0,9        |
| Métis             | 9,2      | 2,4       | 2,9        |
| Afro-Américains   | 0,2      | 5,2       | 12,6       |
| Asiatiques        | 0,1      | 4,0       | 4,8        |
| Autres            | 0        | 2,0       | 6,4        |
| Total             | 100      | 100       | 100        |
|                   |          |           |            |
| Latino-Américains | 1,8      | 4,7       | 16,7       |

En 2010, 67 % des Amérindiens de la ville s'identifient comme ojibwés, alors que 3,5 % se déclarent sioux et que 29,5 % ne déclarent pas d'appartenance tribale.
Selon l'American Community Survey, pour la période 2011-2015, 94,23 % de la population âgée de plus de 5 ans déclare parler anglais à la maison, alors que 4,08 % déclare parler l'ojibwé et 1,69 % une autre langue.

## Source
- (en) Cet article est partiellement ou en totalité issu de l’article de Wikipédia en anglais intitulé « Mahnomen, Minnesota » (voir la liste des auteurs).

1. ↑  (en) « Mahnomen, MN Population - Census 2010 and 2000 », sur censusviewer.com.
2. ↑  (en) « Population of Minnesota - Census 2010 and 2000 », sur censusviewer.com.
3. ↑  (en) « Race Reporting for the American Indian and Alaska Native Population by Selected Tribes: 2010 », sur factfinder.census.gov (consulté le 7 février 2018).
4. ↑  (en) « Language spoken at home by ability to speak english for the population 5 years and over », sur factfinder.census.gov (consulté le 12 avril 2017).